# Anopheles berghei
Anopheles berghei är en tvåvingeart som beskrevs av Vincke och Narcisse Leleup 1949. Anopheles berghei ingår i släktet Anopheles och familjen stickmyggor. Inga underarter finns listade i Catalogue of Life.